# Trestoncideres albiventris
Trestoncideres albiventris là một loài bọ cánh cứng trong họ Cerambycidae.